# Gregg Henry

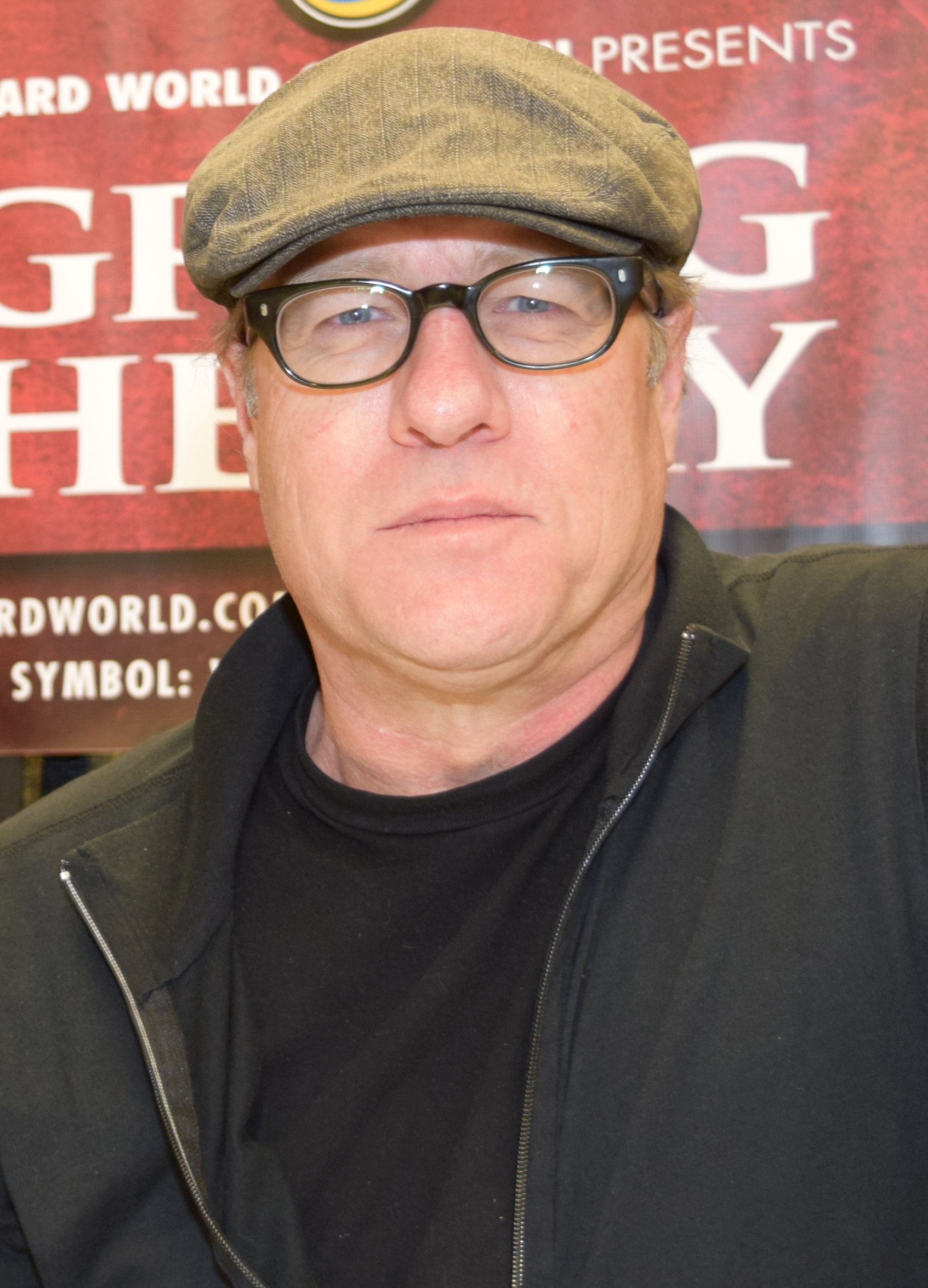
Gregg Henry (16618388511)

Gregg Lee Henry (* 6. Mai 1952 in Lakewood, Colorado) ist ein US-amerikanischer Schauspieler und Sänger.

## Leben und Werk
Henry begann seine Karriere 1976 mit einem Auftritt in der Fernsehserie Reich & Arm II und absolvierte seitdem über 75 Auftritte in Serien wie Firefly, Gilmore Girls, 24, Matlock, L.A. Law und CSI.
In Filmen wie Payback – Zahltag oder Brian De Palmas Der Tod kommt zweimal spielte er oftmals zwielichtige Figuren. Mit De Palma arbeitete er auch in den Filmen Scarface, Mein Bruder Kain, Femme Fatale und The Black Dahlia zusammen.
Für seine schauspielerischen Leistungen auf der Theaterbühne erhielt er dreizehn Drama Logue Awards, einen L.A. Weekly Award sowie eine Auszeichnung und zwei Nominierungen des Los Angeles Drama Critics Circle. 2012 lieh er als Voice Actor im Action-Horror Spiel Lollipop Chainsaw dem Vater der Protagonistin die Stimme.
Er ist mit der Theaterregisseurin Lisa James verheiratet und lebt in Los Angeles, Kalifornien.

## Filmografie (Auswahl)
- 1976: Reich & Arm II (Rich Man, Poor Man – Book II)
- 1978: Das Teufelscamp (Mean Dog Blues)
- 1981: Vor Morgengrauen (Just Before Dawn)
- 1983: Scarface
- 1983: Love Boat (The Love Boat, Fernsehserie, Episode 6x22)
- 1984: Der Tod kommt zweimal (Body Double)
- 1985: Das Model und der Schnüffler (Moonlighting, Fernsehserie, Episode 1x04)
- 1985–1986, 1991–1996: Mord ist ihr Hobby (Murder, She Wrote, Fernsehserie, 7 Episoden, verschiedene Rollen)
- 1986: The Patriot
- 1987: Bates Motel
- 1987: Mann muss nicht sein (Designing Women, Fernsehserie, Episode 1x21)
- 1987, 1990, 1995: Matlock (Fernsehserie, 4 Episoden, verschiedene Rollen)
- 1990: Metal Face – Der mit der Stahlmaske (Dark Avenger), zwei Episoden einer Fernsehserie
- 1992: Mein Bruder Kain (Raising Cain)
- 1997: Sturmflut – Inferno an der Küste (Tidal Wave: No Escape)
- 1998: Star Trek: Der Aufstand (Star Trek: Insurrection)
- 1998: Rache nach Plan (Vengeance Unlimited: Cruel and Unusual, Fernsehserie, Episode 1x01)
- 1999: Payback – Zahltag (Payback)
- 1999: Die Akte Romero (The Big Brass Ring)
- 2001: Layover
- 2001: CSI: Vegas (CSI: Crime Scene Investigation, Fernsehserie, Episode 1x23)
- 2002: Femme Fatale
- 2002: Firefly – Der Aufbruch der Serenity (Firefly, Fernsehserie, Episode 1x02)
- 2002: Ballistic (Ballistic: Ecks vs. Sever)
- 2003: Für alle Fälle Amy (Judging Amy, Fernsehserie, 1 Episode)
- 2003: 24 (Fernsehserie, 4 Episoden)
- 2005: Jagd auf den BTK-Killer (The Hunt for the BTK Killer)
- 2005–2007: Gilmore Girls (Fernsehserie, 9 Episoden)
- 2006: Slither – Voll auf den Schleim gegangen (Slither)
- 2006: Flug 93 (United 93)
- 2006: The Black Dahlia
- 2006, 2010: CSI: Miami (Fernsehserie, 2 Episoden)
- 2007–2008: The Riches (Fernsehserie, 20 Episoden)
- 2008: Emergency Room – Die Notaufnahme (ER, Fernsehserie, Episode 15x05)
- 2008: The Mentalist (Fernsehserie, Episode 1x06)
- 2009: Glee (Fernsehserie, Episode 1x10)
- 2009: Castle (Fernsehserie, Episode 2x08 Tod eines Kuriers)
- 2009–2011: Hung – Um Längen besser (Hung, Fernsehserie, 25 Episoden)
- 2010: Super – Shut Up, Crime! (Super)
- 2011: Harry’s Law (Fernsehserie, Episode 1x11)
- 2011: Breakout Kings (Fernsehserie, 3 Episoden)
- 2012: White Collar (Fernsehserie, 2 Episoden)
- 2012–2013: New in Paradise (Bunheads, Fernsehserie, 4 Episoden)
- 2012–2018: Scandal (Fernsehserie, 23 Episoden)
- 2013–2014: The Killing (Fernsehserie, 16 Episoden)
- 2014: Guardians of the Galaxy
- 2014–2015: The Following (Fernsehserie, 6 Episoden)
- 2014–2016: Hell on Wheels (Fernsehserie, 7 Episoden)
- 2016: Chicago Med (Fernsehserie, 8 Episoden)
- 2016: Jason Bourne
- 2016: Das Belko Experiment (The Belko Experiment)
- 2017: Guardians of the Galaxy Vol. 2
- 2017: Supergirl (Fernsehserie, Episode 2x19)
- 2018: Black Lightning (Fernsehserie, 5 Episoden)
- 2021: Hit & Run (Fernsehserie, Netflix)
- 2023: Guardians of the Galaxy Vol. 3